# أوقفوا تمويل الشرطة

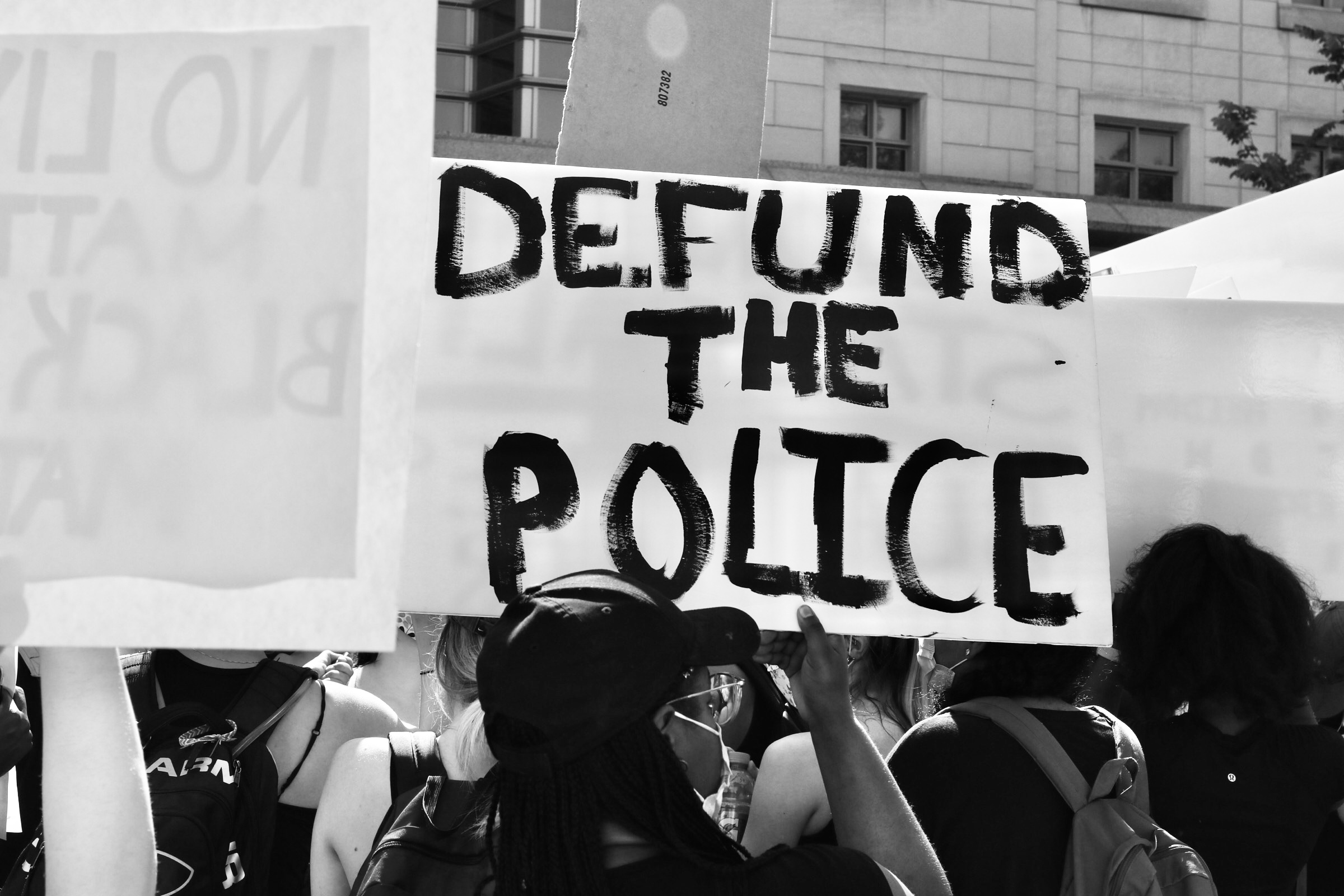

«أوقفوا تمويل الشرطة» شعار أمريكي يدعم سحب الأموال من أقسام الشرطة، وإعادة تخصيصها لأشكال غير خاضعة للشرطة للسلامة العامة ودعم المجتمع، مثل الخدمات الاجتماعية وخدمات الشباب والإسكان والتعليم والموارد المجتمعية الأخرى. قد يستخدم الناشطون العبارة بنوايا مختلفة، إذ يسعى البعض من أجل تخفيضات متواضعة، في حين يجادل الآخرون من أجل إلغاء تمويل كامل كخطوة نحو إلغاء خدمات الشرطة المعاصرة. يجادل الناشطون الذين يدعمون إلغاء تمويل أقسام الشرطة أن الاستثمار في البرامج المجتمعية يمكن أن يردع الجرائم بشكل أفضل في المجتمعات، إذ تُوجه الأموال مباشرة نحو معالجة القضايا الاجتماعية، مثل الفقر والتشرد والاضطرابات النفسية. يدعو دعاة إلغاء أقسام الشرطة إلى استبدال قوات الشرطة القائمة بأنظمة أخرى للسلامة العامة، مثل الإسكان والتوظيف والصحة المجتمعية والتعليم وغيرها من البرامج.
دُعمت حركة إلغاء تمويل الشرطة من قبل الناشطين لعقود. اكتسب شعار «أوقفوا تمويل الشرطة» في يونيو عام 2020 شعبيةً واسعةً خلال احتجاجات جورج فلويد. استخدمت حركة حياة السود مهمة، وهي حركة من أجل حياة السود، وناشطون آخرون العبارة للدعوة إلى تخفيض ميزانية الشرطة وتفويض بعض مسؤوليات الشرطة لمنظمات أخرى. على الرغم من أن الشعار أصبح رائجًا في عام 2020، إلا أن حركة الحد من وجود الشرطة في المجتمعات المحلية دُعمت من قبل الناشطين والمثقفين لعقود.
كتب دبليو. إي. بي. دوبويز في إحياء السود عن «إلغاء الديمقراطية» التي دعت إلى إزالة المؤسسات المتجذرة في الممارسات العنصرية والقمعية، بما في ذلك السجون، وتأجير المحكومين، وقوات الشرطة من البيض. دعا ناشطون مثل أنجيلا ديفيس في ستينيات القرن الماضي، إلى إلغاء أقسام الشرطة أو إلغاء تمويلها. نشر كتاب نهاية أعمال الشرطة، الذي كتبه أليكس إس. فيتالي في عام 2017، واعتُبر «كتيّب تصنيف من أجل حركة إلغاء التمويل».

## المسوغات

### الفعالية
إحدى الحجج بشأن إلغاء تمويل الشرطة هي مسألة فعالية الشرطة وفائدتها. يقارب عدد الاعتقالات التي تقوم بها الشرطة كل عام 10.5 مليون اعتقال، وأقل من 5% منها هي من الجرائم العنيفة. تتعلق أغلب الاعتقالات بمخالفات غير عنيفة، مثل مخالفات المخدرات، وتتعلق أكثر من 80% من الاعتقالات بمخالفات ذات مستوى منخفض مثل «السلوك غير المنضبط»، و«انتهاكات تعاطي المخدرات»، ومخالفات المرور، وانتهاكات القوانين المحلية، وعدم دفع الغرامات. تكون غالبية تهم «انتهاك تعاطي المخدرات» بسبب حيازة المخدرات، وفي معظم الأحيان بسبب الماريوانا. ارتفع عدد حالات الاعتقال بسبب جرائم المخدرات بين عامي 1980 وعام 2016 بنسبة 170%. رُفضت معظم عمليات الاعتقال علاوة على ذلك، بسبب الافتقار إلى التكامل بين بيانات المحكمة وبيانات الشرطة، على الرغم من صعوبة العثور على العدد الدقيق.
يجادل البعض بأن الشرطة غالبًا ما تفشل عندما تُكلّف بإدارة الجرائم العنيفة، مثل حل جرائم القتل. لا تُحلّ جريمة قتل من بين كل ثلاث جرائم تقريبًا، وفقًا لتقرير عام 2015. يتناقض ذلك مع ما كان منذ خمسين سنة، عندما ورد أن أكثر من 90% من جرائم القتل كانت تُحلّ. انخفض معدل التصريح بجرائم القتل باستخدام الأسلحة النارية عشرين نقطة منذ ثمانينيات القرن العشرين، إذ كان 64% وأصبح 46%. انخفض معدل التصريح بالاعتداءات باستخدام المسدس عشرين نقطة، إذ كان 52% وأصبح 30%.
ألقت الشرطة اللوم جزئيًا في هذا الانخفاض على ثقافة «لا تَشي»، وزعمت أن جرائم القتل أصبحت أكثر صعوبة لحلها. كما يتصف سجل الشرطة بانخفاض في حل القضايا المتعلقة بالاغتصاب والتعنيف المنزلي، بما في ذلك عدم ملاحقة ضباط الشرطة الذين يرتكبون الانتهاكات ومحاكمتهم بشكل صحيح.